# Pyrausta placendalis
Pyrausta placendalis là một loài bướm đêm trong họ Crambidae.